# Tutazá
Tutazá là một khu tự quản thuộc tỉnh Boyacá, Colombia. Thủ phủ của khu tự quản Tutazá đóng tại Tutazá Khu tự quản Tutazá có diện tích ki lô mét vuông. Đến thời điểm ngày 28 tháng 5 năm 2005, khu tự quản Tutazá có dân số 2537 người.